# The Mana World
TMW é um jogo eletrônico de RPG online (MMORPG) em desenvolvimento, localizado temporalmente, num ambiente que mescla elementos da era medieval e contemporânea. TMW é um acrônimo não recursivo de The Mana World (O Mundo de Mana). Projeto nascido em 2004, inicialmente codificado em C e Allegro (biblioteca), na ocasião não possuía  software de servidor próprio construído. Logo depois, foi transportado para C++, SDL e eAthena, realidade temporária que deveria durar no máximo 8 meses, no entanto, arrastou-se ao longo de 6 anos, até desenvolver completamente uma estrutura própria. TMW é um projeto sério,  sob a licença GPL GNU, isto é, da "ideologia" software livre. Propiciando assim, em amplos sentidos um jogo livre, onde se tenta imperar a igualdade irrestrita entre jogadores. Não há inclusive, necessidade de pagamentos periódicos em troca de vantagens. Esta dinâmica é, uma das principais bandeiras levantadas pelo projeto TMW. Jogadores com muita ou nenhuma condição financeira têm possibilidades iguais de atingirem status especial. Além disso, há uma versatilidade do jogo entre os sistemas operacionais mais utilizados no mercado, suportado em Windows, GNU/Linux, Mac OS e Unix. Embora seja nativo do sistema operacional GNU, o jogo não apresenta diferenças relevantes de desempenhos nas demais plataformas.

## Características gerais
TMW é disponibilizado gratuitamente, desprovido de relações comercias. A equipe que desenvolve o jogo, tanto no nível geográfico internacional como nacional, declaram-se comunidades sob a filosofia de cooperação mútua, ética e igualdade. De maneira muito geral, os colaboradores são os próprios jogadores. Um dos pontos marcantes é que usuários de várias idades, quando assim desejam, são doutrinados em determinados segmentos do desenvolvimento, passando de simples usuários a verdadeiros colaboradores. Esse estímulo dos usuários em colaborar, é dado muitas vezes pelo afã vislumbrado frente a programas como RPG Market, notadamente, os mesmos, pela carência de uma instrução técnica maior no campo, não atingem sucesso na criação de seus jogos. Mas, ao entrarem em contato com jogos no perfil de TMW (fácil absorção), criam identificação e apreço a causa, justamente pela possibilidade de fazer parte de um projeto com estrutura robusta, neste filão, ocorre a promoção do jogo.  Na maioria dos casos, os colaboradores iniciantes tornam-se membros oficiais dos grupos que desenvolvem e outros passam a compor mesas administrativas dos servidores.
O jogo não possui sistemas premium ou situações de tarifação semelhante – o caso dos MMORPGs comerciais – que vendem itens e/ou cobram por suporte técnico. Membros do projeto que são mais radicais ao conceito de software livre, alegam este fato, não como uma restrição imposta do ponto de vista legal, ou seja, empecilhos à criação de sistemas lucrativos, através da Licença Pública Geral GNU, mas sim, pela forte ideologia partilhada que é repassada a cada colaborador, neste molde, as práticas comerciais não são implementadas. O jogo é mantido por doações dos próprios jogadores, fundos que são direcionados ao pagamento de custos com hospedagens de servidores e sites.

### Gráficos

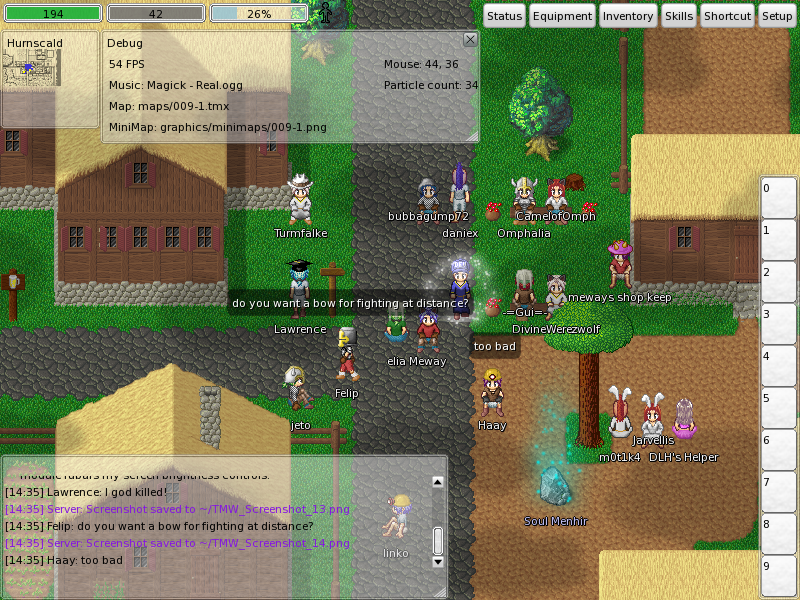
Vila Fortaleza, jogadores interagindo num dos centros mais populares do jogo.

A interface gráfica do jogo é de duas dimensões, numa perspectiva de 45º, apresentando singular qualidade visual, similar ao projeto gráfico de Ragnarok Online. A equipe que desenvolve gráfico, definiu uma série de metas para que as criações tivessem primazia indelével. Tática forte para atingir jogadores que estimam gráficos no estilo SNES. TMW em comparação com jogos da mesma estirpe visual, conseguiu destaque, em virtude dos sistemáticos parâmetros de avaliação. No início do projeto, em 2004, os gráficos eram pobres e fortemente desprovidos de harmonia, limitação possivelmente condicionada a pequena equipe e de baixa expertise na área gráfica. Ao passo que o projeto foi conquistando notoriedade, arrebanhando um público de jogadores maior, a equipe de colaboradores foi se expandindo e, o projeto superou quase que exponencialmente suas limitações iniciais. Recebendo boas críticas dos jogadores com relação à interface GUI, vale asseverar que,  recentemente tal qualidade conferiu ao jogo a capa da 82ª edição da revista Alemã Amiga Future.

### Objetivos
TMW não determina objetivos específicos com rigidez aos seus jogadores, eles são iniciados no jogo sob uma narração que propicia ao jogador criar seus próprios objetivos, lemas e ideologias. Os jogadores são representados por avatares que podem ser, tanto do gênero masculino, como do feminino. Prerrogativa dada ao jogador na criação da conta, a escolha pode ser invertida acidentalmente no desenrolar de algumas missões, mas o inverso também deverá ocorrer. O jogador tem oportunidade de criar vários personagens numa mesma conta. Todos eles submetidos à mesma condição geográfica, realidade atrelada ao servidor escolhido. TMW possui vários servidores e, como se trata de game na esfera do software livre, todos os servidores são indistintamente considerados oficiais, mesmo estes, sendo uma cópia exata de outros – essas cópias normalmente não perduram, dado a fragilidade econômica para manutenção. Os principais servidores são: TMW ORG (inglês), TMW-BR (português), TMW German (germânico), UFB Team (francês)... Estes desenvolvem conteúdos distintos que naturalmente são compartilhados e assim deles outros servidores vão nascendo. Todos possuem expressiva similaridade que, inegavelmente emana do ORG. Políticas quanto a jogabilidade e dificuldade variam de servidor para servidor.

### Dificuldades
Apesar do jogo apresentar uma proposta inovadora com relação a sua manutenção (doação), desenvolvimento (meritocracia) e administração (democracia), não o tornam uma celebridade do seguimento MMORPG. O jogo sofre com muitas polêmicas em virtude da facilidade que se tem em opinar sobre isto ou aquilo do projeto, ocorre com freqüência críticas destrutivas e em conseqüência o desestímulo de muitos colaboradores. O jogo possui uma evolução lenta, já que nenhum dos colaboradores tem o projeto como fonte de renda, TMW é para todos os colaboradores um hobby e nada mais. Tendo isto em mente, apesar do jogo possuir pouco mais de 6 anos, ele ainda não possui um sistema de classes bem estruturado, analogamente o mesmo ocorre com as magias